# 硅酸四甲酯
硅酸四甲酯是化学式为Si(OCH3)4的化合物。该分子有四个与硅原子键合的甲氧基。基本特性类似于更常用的硅酸四乙酯（因为水解产物乙醇的毒性低于甲醇，通常首选硅酸四乙酯）。
硅酸四甲酯水解生成SiO2：
Si(OCH3)4 + 2 H2O → SiO2 + 4CH3OH
有机合成中，Si(OCH3) 4被用于将酮和醛分别转化为相应的缩酮和缩醛。 

## 安全
Si(OCH3)4水解产生不溶性的SiO2，以及CH3OH（甲醇）。即使低浓度吸入也会导致肺部损伤，而在稍高浓度下与蒸气的眼睛接触会导致失明。更糟糕的是，在低浓度（200 ppm/15 分钟）下，损害通常是潜伏的，在暴露后数小时出现症状。作用方式是在眼睛和/或肺中产生二氧化硅沉淀。与常见信息（包括一些错误的MSDS表）相反，产生的甲醇只是长期接触的风险，问题相对较小。甲醇中毒的机制已经明确：甲醇通过转化为甲醛，然后在肝脏中转化为有毒的甲酸而导致失明；甲醇溅到眼睛上只会引起中度和可逆的眼睛刺激。 